# Ephemerum homomallum
Ephemerum homomallum är en bladmossart som beskrevs av C. Müller 1888. Ephemerum homomallum ingår i släktet dagmossor, och familjen Ephemeraceae. Inga underarter finns listade i Catalogue of Life.